# Ecklak
Ecklak er en by og en kommune i det nordlige Tyskland, beliggende i Amt Wilstermarsch i den sydvestlige del af Kreis Steinburg. Kreis Steinburg ligger i den sydvestlige del af delstaten Slesvig-Holsten.

## Geografi
Ecklak ligger i udkanten af Naturräume Wilstermarsch og Kudenseemoor omkring 10 kilometer nordøst for Brunsbüttel og 14 kilometer vest for Itzehoe ved Kielerkanalen. Få kilometer syd for Ecklak går Bundesstraße 5. Jernbanen Marschbahn fra Itzehoe mod Brunsbüttel samt vandløbet Wilsterau går gennem kommunen.